# 許仕仁
許仕仁（英語：Rafael Hui Si-yan，1948年2月8日—），香港前高級官員，曾任全國政協常委、香港行政會議非官守成員、政務司司長，香港傳媒以暱稱「肥龍」稱之，曾被政府內部公認為「橋王」。
許仕仁2000年一度離開政府，到強制性公積金計劃管理局（積金局）擔任首位行政總監，主司設計、策劃強制性公積金，他因此獲稱為「強積金之父」。他在2005年重返官場，任政務司司長後，與商界藕斷絲連，最終捲入刑事指控，在2014年於香港高等法院被裁定公職人員行為失當、串謀向公職人員提供利益等5項罪名成立，判監禁7年半，直至2019年12月18日，許仕仁刑滿出獄，至政府於2018年3月2日刊憲後，宣佈撤除授予許仕仁的大紫荊勳章和金紫荊星章，並同時褫奪太平紳士身份。

## 生平
1948年2月8日，生於香港，是大嶼山大澳的新界原居民，天主教徒。1954年畢業於寶血幼稚園，1960年畢業於摩理臣山官立小學上午校，同年入讀皇仁書院，1967年畢業於中七年級，香港高級程度會考取得一優三良，入讀香港大學文學院，並為學生報《學苑》的總編輯。1969年為當屆香港大學學生會出版編輯。1970年取得香港大學英國文學文學士學位（二級榮譽）。此外，許仕仁曾於1968年參與香港專上學生聯會舉辦的第3屆戲劇節，擔任香港大學劇社創作劇導演。

### 政界生涯

#### 早年官職
許仕仁1970年9月加入香港政府，任職助理教育主任。1971年8月獲聘任為政務主任之前，任教於何東中學。1996年晉升至布政司署司級政務官。在政府工作的早期，他曾任職多個決策科及部門，包括民政署、保安科、經濟科及運輸科。
許仕仁1977年至1979年間借調往廉政公署工作；其後在1982年至1983年被派往哈佛大學受訓，並獲得公共行政碩士學位。他在1985年至1986年間出任前行政立法兩局非官守議員辦事處副秘書長；1986年至1990年出任副經濟司；更曾服務過香港海事處某段時期,1990年至1991年出任副工務司，繼而獲委任為新機場工程統籌署署長。
1992年11月，許仕仁出任運輸署署長，直至1995年獲委任為財經事務司（1997年7月1日回歸後稱財經事務局局長），攀上其公務員生涯的事業高峰，掌管香港財經事務長達五年，期間致力鞏固香港作為國際金融中心的地位。在1998年亞洲金融風暴期間，金融管理局總裁任志剛聯同當時的財政司司長曾蔭權以及當時的財經事務局局長許仕仁取得共識，動用逾千億港元的外匯儲備大戰炒家，入市購入多隻港股，結果擊退炒家，其後成立盈富基金將港股出售，成為許仕仁政界生涯最大功績之一。

#### 官場外之重要職位
2000年6月離開政府，到強制性公積金計劃管理局（積金局）擔任行政總監；同年12月成功推行強積金計劃，為全港就業人士提供退休保障。2001年出任香港藝術節協會副主席。2003年6月離開積金局。2004年2月，他出任九龍巴士控股有限公司及其附屬公司──九龍巴士（一九三三）有限公司及龍運巴士有限公司──之董事，至2005年5月辭去職務。

#### 出任政務司司長
曾蔭權在2005年接任行政長官後，便向中央人民政府提名許仕仁出任政務司司長。許仕仁原本已經退休，但曾蔭權請他出任政務司司長。中華人民共和國國務院於2005年6月30日宣佈任命，許仕仁即日下午2時在香港特別行政區政府總部宣誓就職。作為特區政府問責班子的首席主要官員，他協助行政長官管治香港，並就政策事務向行政長官提供意見。
在許仕仁上任開始，他對政界中人聲稱只任兩年政務司司長，兩年後（即2007年7月新一屆政府上場時）不會續任。儘管政界傳言他或會續任，但他仍然於2007年7月1日政府換屆時離職，但成為行政會議非官守成員。
2007年4月獲香港大學頒授名譽社會科學博士學位。2008年出任全國政協常委。

### 貪污被捕入獄
2012年3月8日，香港廉政公署表示特區政府前政務司司長許仕仁涉嫌收受多筆款項及無抵押貸款，當日在東區裁判法院應訊時被加控一項公職人員行為失當罪名。同年3月29日，香港廉政公署邀請新鴻基地產董事局聯席主席郭炳江、郭炳聯，與及前政務司司長許仕仁到廉署總部協助調查一宗貪污案，同日傍晚，廉政公署正式宣佈拘捕三人。他是港澳兩地特區政府成立以來，被拘捕的最高級政府官員，及首位被捕的大紫荊勳賢。
2013年11月27日，香港高等法院以聆案官简易程序裁定向许仕仁颁发破产令，此前受到贪污腐败罪起诉的许仕仁遭东亚银行讨债，香港媒体报道涉案金额至少达5000万港元的信用卡欠款。除东亚银行外，另外四名债主分别是恒生银行、渣打银行、创兴银行和新鸿基地产旗下的忠诚财务公司。
2014年5月8日，香港高等法院开审许仕仁贪污腐败案，预计该案将审理70天，检方将传召包括多名港府前任和现任高官在内的82名证人。
2014年9月25日，香港媒体报道，被称作香港史上规模最大的腐败审判之一许仕仁案，发生了出人意料的情节。许仕仁称，自己收取了来自北京的一笔多达1100万港元（约合870万元人民币）的秘密款项。
2014年12月，許仕仁於香港高等法院被裁定公職人員行為失當、串謀向公職人員提供利益等5項罪名成立，判處許仕仁監禁7.5年並需交還1,118.2萬港元賄款。控罪指許仕仁在擔任積金局行政總裁、政務司司長及行政會議成員前後，隱瞞與新地的關係，收取新地提供的免費住所、免費辦公室、貸款及現金等利益。審理此案的法官麥機智（Justice Andrew Macrae）表示，許仕仁涉及的案件非常嚴重，收取金錢會令他傾向於優待地產商，向對方洩露政府的資料和策略。
許仕仁被下令即時收押在荔枝角收押所。12月20日，許的妻子前往荔枝角收押所探望他，許向妻子表示在收押所內感到怕冷，其後轉移至赤柱監獄。許妻表示會上訴。12月22日向法院求情，但其後上訴被駁回，繼續服刑。
2016年7月12日，許仕仁向終審法院申請終極上訴許可，在終院上訴委員會開庭聆訊後，決定受理其中串謀公職人員行為失當罪的上訴申請，並排期2017年5月9日至10日由5名法官正式審理。
2017年6月14日，許仕仁上訴被終審法院駁回，須繼續服刑。成為香港回歸以來首位入獄的前香港第二最高級官員。
2018年3月2日，許仕仁分別於1998年和2007年獲頒授之金紫荊星章和大紫荊勳章被政府刊登憲報褫奪，其太平紳士委任亦被撤銷。

### 出狱
2019年12月18日，許仕仁刑滿出獄。

## 欠債
在2013年4月，許仕仁已被東亞銀行入稟追討6,000萬元；到了8月，先後再有3間公司向許追討債項。先是新地旗下忠誠財務入稟向許本人及其妻的公司追討316萬元；創興銀行其後亦入稟高院追討984.2萬元貸款及卡數；渣打銀行亦入稟追討約120萬元個人戶口透支及信用卡欠款。2013年9月24日，許仕仁被東亞銀行入稟高等法院申請破產。2013年11月27日，許仕仁正式被高院頒令破產，成首名擁大紫荊勳章的破產人士。破產管理署將接管其財產和每月逾八萬元長俸，用來償還欠債，而他被控貪污的案件將在2014年5月開審，屆時有可能要由法律援助署聘請律師為他辯護。

## 名下馬匹
許仕仁是香港賽馬會會員（曾擔任香港賽馬會董事），自1995-1996馬季開始擁有名下馬匹，包括「有計」（與任志剛合夥）、「有聲有色」、「聲色妙韻」、「再接再厲」、「真財實料」（個人名下）、「大師」、「知己知彼」（與唐英年合夥）等。2011年末，許仕仁突然宣布拍賣名下馬匹「各適其適」，最後由紅駿團體（當時是鄧明與譚達明名下）以261萬港元投得。

## 榮譽
- 1986年12月獲委任為太平紳士，2018年3月2日被褫奪
- 1998年獲頒金紫荊星章，2018年3月2日被褫奪
- 2007年再度獲頒大紫荊勳章，2018年3月2日被褫奪